# Хайрахе
Хайрахе — село в Джейрахском районе Ингушетии. Входит в сельское поселение Гули.

## География
Расположено на юге республики Ингушетия, на берегу реки Тхабахро, недалеко от места впадения последней в реку Асса в 23 километрах на юго-восток от Гули, административного центра поселения. Ближайшие населенные пункты: Пуй, Йовли.

### Часовой пояс
Село Хайрахе, как и вся республика Ингушетия, находится в часовой зоне МСК (московское время). Смещение применяемого времени относительно UTC составляет +3:00.

## Население
| 2010 | 2024 |
| ---- | ---- |
| 0    | ↗1   |

## Инфраструктура
Отсутствует.

## Достопримечательности
Древний христианский храм Тхаба-Ерды.